# (200189) 1999 RX100
(200189) 1999 RX100 es un asteroide perteneciente al cinturón de asteroides, descubierto el 8 de septiembre de 1999 por el equipo del Lincoln Near-Earth Asteroid Research desde el Laboratorio Lincoln, Socorro, Nuevo México.

## Designación y nombre
Designado provisionalmente como 1999 RX100.

## Características orbitales
1999 RX100 está situado a una distancia media del Sol de 2,603 ua, pudiendo alejarse hasta 3,297 ua y acercarse hasta 1,909 ua. Su excentricidad es 0,266 y la inclinación orbital 3,197 grados. Emplea 1534,56 días en completar una órbita alrededor del Sol.

## Características físicas
La magnitud absoluta de 1999 RX100 es 16,1.